# Liběna Séquardtová
Liběna Séquardtová (* 7. ledna 1960 v Pardubicích) je česká hobojistka.

## Studium
Hru na hoboj začala studovat u prof. Voráčkové v Pardubicích. Poté absolvovalaKonzervatoř v Praze ve třídě prof. F. X. Thuriho a Hudební fakultu Akademie múzických umění u prof. Jiřího Mihule.

## Ocenění
- Mozartovská soutěž na Bertramce (1. cena)
- Markneukirchner (Laureátka)
- Interpretační soutěže Ministerstva kultury Chomutov (1978-1986)
- Mezinárodní soutěž Pražského jara 1986 (1. cena a titul laureáta).

Za soustavné vynikající provádění hobojového koncertu Bohuslava Martinů získala ocenění Českého hudebního fondu.

## Koncertní a pedagogická činnost
Od roku 1985 je sólohobojistkou Symfonického orchestru hl. m. Prahy FOK, od roku 1987 působí jako zakládající členka v souboru Ars instrumentalis pragensis, s kterým zvítězila v mezinárodní soutěži komorních souborů v japonské Osace (1996). S tímto tělesem natočila řadu nahrávek. Od roku 1997 je členkou v souboru Česká dechová harmonie, dále koncertuje se souborem Barocco sempre giovane, varhaníkem Jaroslavem Tůmou nebo se svým manželem, Ivanem Séquardtem.
Od roku 1999 vyučuje na Hudební fakultě AMU a na Konzervatoři v Plzni.